# Live in Japan (Albert Collins)
| Recensione              | Giudizio |
| ----------------------- | -------- |
| AllMusic                |          |
| Dizionario del Pop-Rock |          |

Live in Japan è un album live del chitarrista e cantante blues statunitense Albert Collins, pubblicato dalla Alligator Records nel febbraio del 1984.

## Tracce

### LP (1984, Alligator Records, AL 4733)
Lato A (AL 4733-A)
1. Listen Here! (strumentale) – 4:46 (musica: Eddie Harris)
2. Tired Man – 4:57 (Albert Collins)
3. If Trouble Was Money – 7:53 (Albert Collins)
4. Jealous Man – 3:30 (Aaron Corthen)

Durata totale: 21:06
Lato B (AL 4733-B)
1. Stormy Monday – 9:10 (T-Bone Walker)
2. Skatin' (strumentale) – 3:32 (musica: Albert Collins)
3. All About My Girl (strumentale) – 6:25 (musica: Jimmy McGriff)

Durata totale: 19:07

## Formazione
- Albert Collins – chitarra, voce

### Gruppo
The Icebreakers
- A.C. Reed – sassofono tenore, voce (brano: A4)
- Larry Burton – chitarra
- Johnny B. Gayden – basso
- Casey Jones – batteria, cori

### Produzione
- Bruce Iglauer e The Blues Show '82 Staff – produzione
- Masahico Yoshida – produttore esecutivo
- Registrazioni effettuate dal vivo il 21 dicembre 1982 al Kudan Kaikan di Tokyo (Giappone)
- Jin "Chocolate" Tereda – ingegnere delle registrazioni
- Ohashi e Sound Creators, Inc. – assistenti ingegnere delle registrazioni
- Mixaggi effettuati al Teichiku Kaikan Studios di Tokyo
- Bob McCamant – design copertina album originale
- Kazumi Ohkuma – foto copertina album originale[4]